# کیوت (نرم‌افزار)
کیوت (به انگلیسی: Qt) با آوای «Cute»، یک چارچوب (فریم‌ورک) چند-سکویی با مجموعه‌ای از کتابخانه‌ها و سرآیندهای نوشته‌شده به زبان سی++ است که به برنامه‌نویس امکان توسعه آسان نرم‌افزارهای کاربردی را می‌دهد. کیوت به عنوان یک کتابخانهٔ عمومی (جنریک) شامل چندین کلاس برای کار با واسط گرافیکی، چندرسانه، ابزارهای پایگاه‌داده، شبکه و … است. نرم‌افزارهای نوشته شده با ابزار کیوتی قادرند تا با استفاده از یک کامپایلر زبان سی‌پلاس‌پلاس برای طیف وسیعی از سیستم‌عامل‌ها از جمله گنو/لینوکس (نسخه‌های رومیزی و وسیله‌های قابل حمل)، ویندوز، ویندوز CE، مک‌اواس و … همگردانی شوند. بدین ترتیب حمل نرم‌افزار نوشته شده بدون تغییر در متن کد نوشته شده امکان‌پذیر است. از کیوت در زبان‌های برنامه‌نویسی متعددی مانند سی++ و جاوا و پایتون می‌توان استفاده‌کرد.

## انواع نسخه‌های عرضه‌شده
1. Qt/X11 – Qt برای خانواده x (Unix / Linux)
2. Qt/Mac – Qt for برای مک اواس ده
3. Qt/Windows – Qt برای ویندوز
4. Android (کیوت برای اندروید)
5. IOS (کیوت برای آی‌اواس)
6. Qt/Embedded – Qt وسائل همراه (PDA, تلفن هوشمند و غیره)
7. Qt/WinCE – Qt برای Windows CE[3]
8. Qt Extended - Qt برای سیستم‌عامل لینوکس نسخه وسائل همراه

## مجوزهای کیوت
Qt در دو نسخه منبع باز و تجاری عرضه می‌شود، نسخه تجاری آزاد برای هر نوع توسعه نرم‌افزار است. در حالی که نسخه منبع باز محدود به توسعه نرم‌افزار در قالب مجوزهای جی‌پی‌ال و پروانه‌های سازگار است. البته بعد از خرید Qt توسط شرکت نوکیا و از نسخه ۴٫۵ به بعد امکان توسعه نرم‌افزار در قالب مجوز ال‌جی‌پی‌ال نیز به مجوزهای نسخه منبع باز اضافه شده‌است. در حال حاضر کیوت با سه پروانه توزیع می‌شود:
1. GPL
2. LGPL
3. پروانه تجاری

## قرار داد نام‌گذاری
اکثر نرم‌افزارهای کاربردی کیوت با حرف Q بزرگ (برای مثال QDevelop)شروع می‌شوند. مشابه این قرار داد نام‌گذاری برای نرم‌افزارهای نوشته شده تحت میزکار کی‌دی‌ئی وجود دارد که در موارد متعددی برای برنامه‌های نوشته‌شده حول تولکیت Qt (البته استفاده از حرف Q به جای حرف K) کاربرد دارد.

## محیط‌های توسعه کیوت
محیط‌های توسعه مختلفی برای تولکیت Qt وجود دارد که اکثراً توسط برنامه‌نویسان علاقه‌مند به این تولکیت ایجاد شده‌اند. جدیدترین محیط توسعه این تولکیت سازنده کیوت نام دارد که توسط صاحب جدید آن یعنی نوکیا ایجاد شده‌است. این محیط همراه با نرم‌افزارهای دیگری برای راحتی کار با لینوکس عرضه می‌شود از جمله Assisstant که یک مجموعه از کاربردها و طرز استفاده از کتابخانه‌های کیوت، Examples and Demos که مثال‌هایی برای آشنایی هر چه بیشتر با کیوت است، زبان‌شناسی که برنامه‌ای به منظور ترجمهٔ نرم‌افزارهای نوشته شده به این زبان یا ساخت نرم‌افزارهای چند زبانه با سادگی هر چه تمام تر است و مهم‌تر از همهQtDesiner که نرم‌افزاری برای طراحی رابط‌های کاربری با استفاده از ویجت (دکمه، کادر متن و…)های از پیش طراحی شده‌است. از دیگر محیط‌های توسعه مورد حمایت نوکیا می‌توان به اکلیپس اشاره کرد که با استفاده از افزونه‌ای قادر است که محیطی برای برنامه‌نویسی Qt باشد.
دیگر محیط‌های توسعه Qt:
- Qt Creator
- Visual Studio (با افزونه کیوت)
- edyuk

همه نسخه‌های Qt محدودهٔ وسیعی از کامپایلرها را پشتیبانی می‌کنند که از جملهٔ آن‌ها جی‌سی‌سی و مایکروسافت ویژوال استودیو هستند.
Qt قابلیت چندسکوی را دارد؛ یعنی می‌توان با Qt برای موبایل اندروید / آی‌اواس و برای دسکتاپ (ویندوز، مک، لینوکس، بی اس دی) برنامه‌های گرافیکی و غیر گرافیکی نوشت و نیازی به بازنویسی کد برای هر دستگاه نیست.